# Mónica Hasenberg
Mónica Hasenberg (Buenos Aires, 12 de junio de 1954) es una fotógrafa argentina que cuenta con una extensa trayectoria en el campo de la fotografía periodística y documental de Argentina, tarea que hasta 1995 desarrolló conjuntamente con su esposo, el fotógrafo italiano Brenno Quaretti, quien falleció en ese año.
La producción fotográfica de ambos enriqueció lo que se conoce como Archivo Hasenberg Quaretti, una colección de 45 mil negativos de fotografías tomadas entre 1979 y 1989, tanto por iniciativa propia como por encargos de empresas editoriales (Revistas Familia Cristiana, Entre Todos, Acción, etc.) e instituciones (Sociedad Hebraica Argentina, Asociación Trabajadores del Estado ATE) que testimonian la historia política, social y cultural de la Argentina; particularmente las expresiones populares de protesta social callejera y de reivindicaciones sobre los temas ligados a los derechos humanos. 

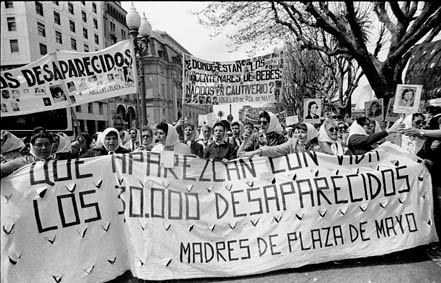
Archivo Hasenberg-Quaretti. 1982

## Infancia y juventud
Hija del fotógrafo alemán Werner Hasenberg, a los ocho años Mónica Hasenberg revelaba con él negativos en el cuarto oscuro, a los trece estudiaba fotografía y a los dieciocho años se desempeñaba a tiempo completo en el oficio empujada por la muerte de su padre en 1972, cuando recién concluía el nivel secundario en la escuela Comercial Nº 7, en el barrio de Belgrano de Buenos Aires.
Al fotógrafo Brenno Quaretti lo conoció de modo fortuito en un estudio publicitario en 1979. Comenzaron a trabajar juntos en fotografía publicitaria, no solo en la captación de imágenes sino en el revelado, que realizaron ellos mismos sin excepciones. Tuvieron dos hijos. Diversos contratos con medios gráficos muy pronto produjeron un vuelco de la pareja hacia la fotografía en la calle, un cambio que ya no tuvo retorno y que los conectó con movimientos sociales como Madres de Plaza de Mayo, por ejemplo.
«A partir de ese momento comenzó nuestro acercamiento a las Madres y empezamos a ir todos los jueves a las marchas. Sacábamos pocas fotos, algunas de atrás para que nos se les viera las caras. Sólo tomábamos fotos de frente cuando las marchas eran grandes. Así comenzó la militancia: tomando fotos que no publicábamos y que sólo hacíamos para un registro nuestro».
Luego de diez años de voluminosa producción fotográfica, en 1989, tras el Copamiento del cuartel de La Tablada por parte del Movimiento Todos por la Patria, la familia viajó a Italia. Regresó poco tiempo antes de la muerte del fotógrafo Quaretti, quien falleció en Argentina en 1995. 

## Actividad posterior a 1995
Mediante la labor fotográfica acentuó su activismo por la defensa de los derechos humanos en la Argentina en incontables acciones orientadas a la visibilización de la problemática, tanto a través del reportaje gráfico como de la difusión del archivo Hasenberg-Quaretti, en busca de la recuperación de la memoria histórica argentina.

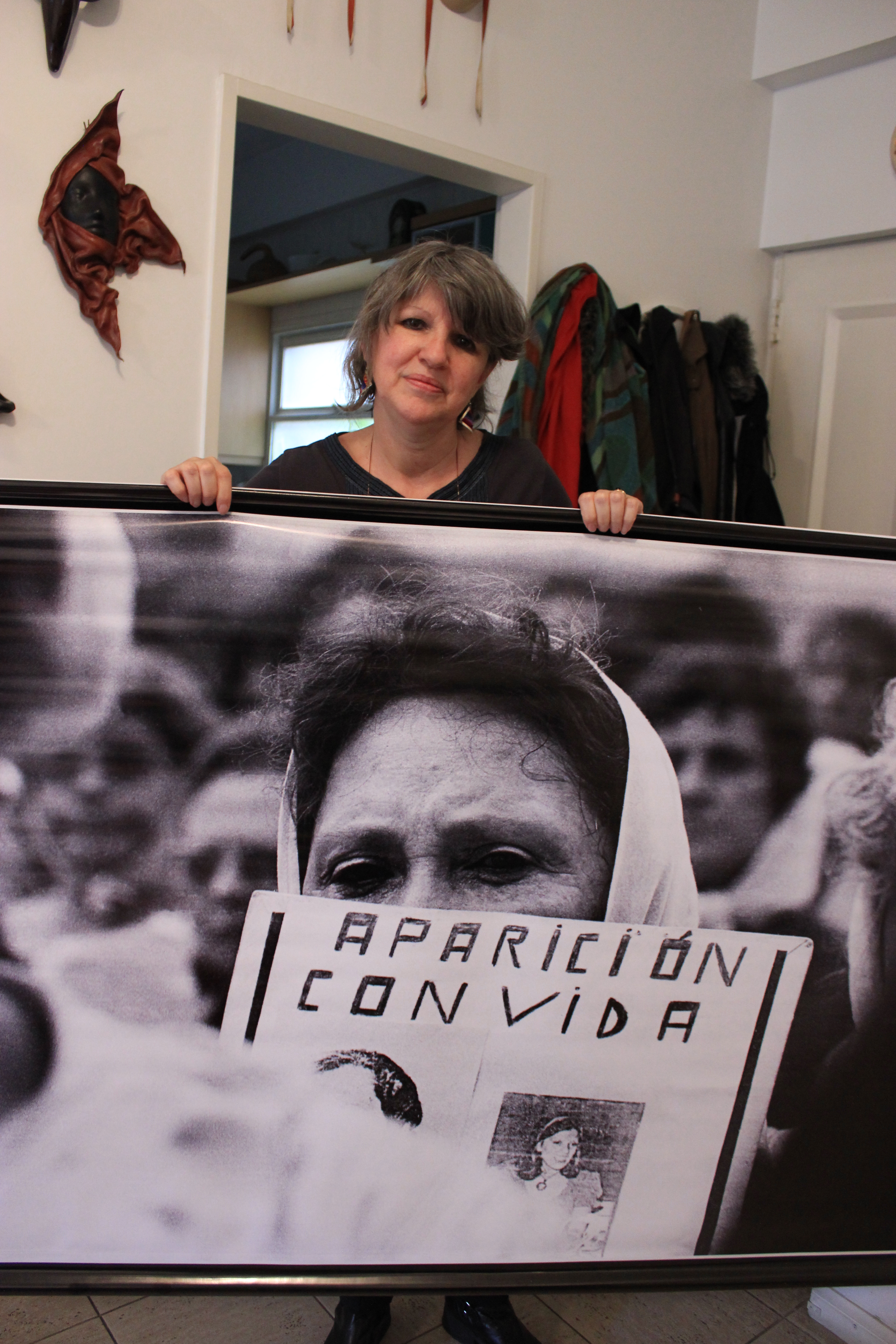
Mónica Hasenberg

En 2004 egresó de la Escuela de Enrique Pichon-Rivière como Técnica superior en análisis e intervención en los campos grupal, institucional y comunitario.
En 2015 y 2016 realizó numerosas performances fotográfico-comunitarias en escuelas, universidades, centros culturales y en espacios públicos, denominadas comúnmente "siluetazos", que consisten esencialmente en la construcción colectiva de siluetas sobre papel que intentan actualizar la memoria sobre las personas desaparecidas durante la dictadura militar ocurrida entre 1976 y 1983, al tiempo que despliega destrezas plásticas de los participantes y recrean la acción colectiva del 21 y 22 de septiembre de 1983 -en la tercera de las Marchas de la Resistencia-.

## Archivo Hasenberg Quaretti
Si bien el archivo Hasenberg-Quaretti, realizado íntegramente en soporte analógico, y en blanco y negro, comenzó a digitalizarse en  2004 (en el comienzo mediante un escáner del Movimiento Ecuménico por los Derechos Humanos), aún no ha sido digitalizado completo. Se conoce que de ese corpus, alrededor de 5000 fotografías registran las manifestaciones públicas en la calle, las acciones de los organismos de defensa de los derechos humanos y la resistencia popular y que, por su parte, el resto del material retrata la vida política, social y cultural de ese período de la Argentina en el que se desarrollaron, por ejemplo, hechos históricos como el final de la dictadura militar (1976-1983) y el retorno a la democracia (1983); el Juicio a las Juntas militares (1985), la Ley de Obediencia Debida y la Ley de Punto Final, acontecimientos con fuertes implicaciones en materia de movilización de masas en la Argentina, que fueron registrados y constan en este archivo, entre tantos más.
A medida que se afianzó la etapa democrática posterior a la dictadura militar, las fotos del archivo que eran controversiales durante el gobierno de facto -hasta entonces las habían mantenido deliberadamente ocultas- comenzaron a cobrar un valor testimonial que fue reconocido inicialmente por instituciones como el entonces Instituto Espacio para la Memoria (IEM - disuelto en 2014) y luego por un número creciente de entidades del tercer sector, así como gubernamentales, ligadas a las problemáticas de la "memoria" política en épocas de represión.
En 2012 sus fotos integraron la muestra “The Talking Walls of Buenos Aires” exhibida en Londres. En 2014 el archivo Hasenberg- Quaretti fue declarado de interés por la Cámara de Diputados de la Nación Argentina.
Asimismo, Mónica Hasenberg hizo pública la decisión, tomada junto a sus hijos, de donar el archivo al Estado argentino "para que forme parte del patrimonio fotográfico nacional, luego de realizar el trabajo de digitalización, recuperación e identificación de personajes".

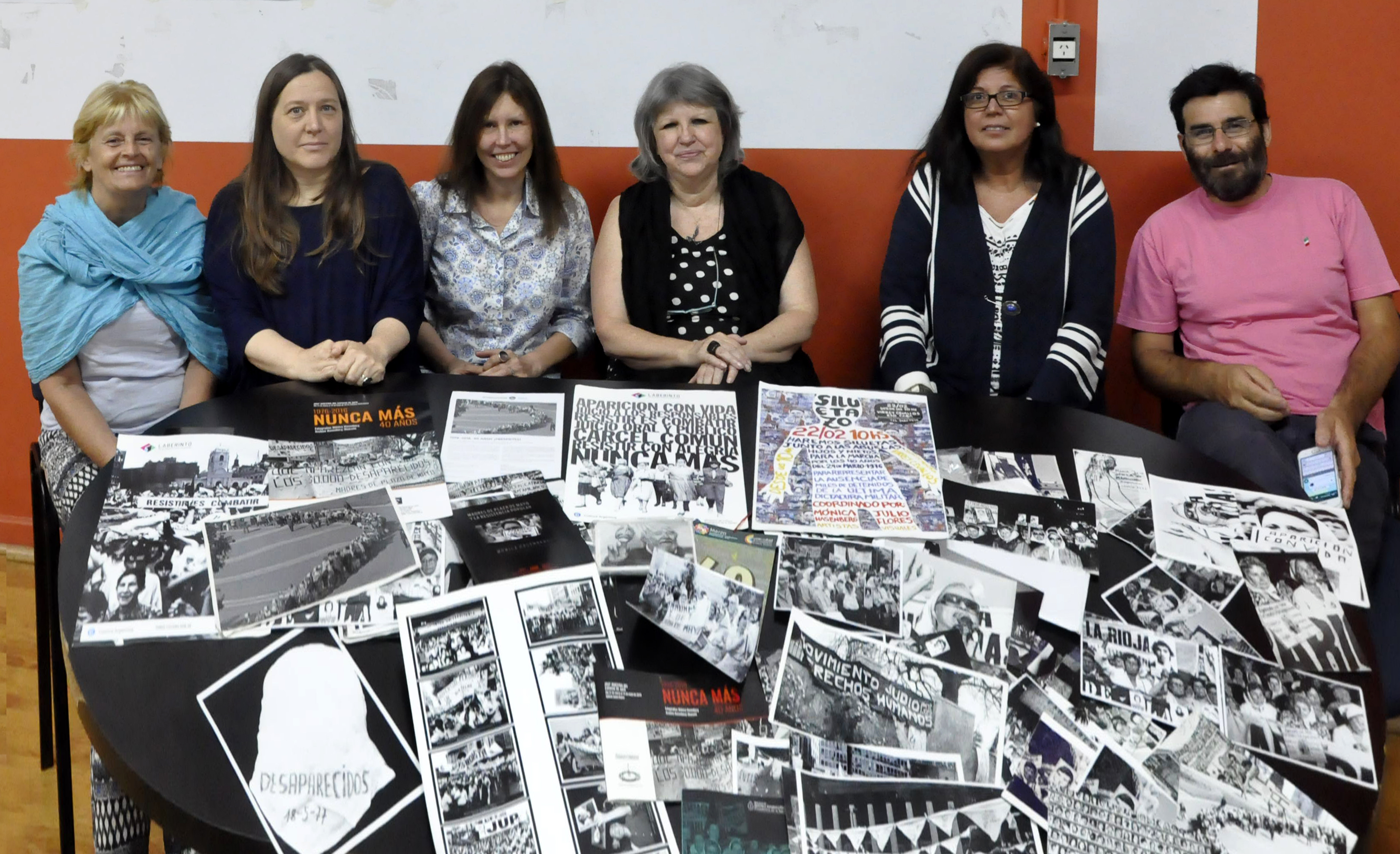
Donación del Archivo a Filosofía y Letras (UBA)

En marzo de 2019 se concretó la donación del archivo Hasenberg-Quaretti completo, conformado por 45 000 negativos y alrededor de 6000 copias fotográficas digitales, a la Facultad de Filosofía y Letras de la Universidad de Buenos Aires .

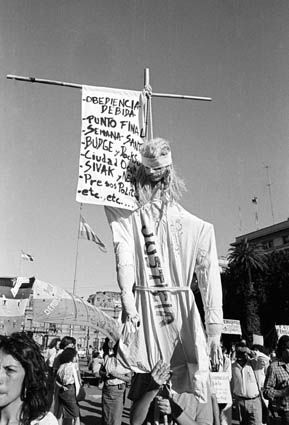
Archivo Hasenberg-Quaretti. 1987

## Exhibiciones
- 2009: Muestra fotográfica a 33 años del golpe militar Legislatura de la Ciudad de Buenos Aires
- 2012: “The Talking Walls of Buenos Aires” Londonewcastle Project Space - Londres.[8]
- 2013: Muestra Fotográfica "MUJERES EN LUCHA" - Ministerio de Agroindustria.
- 2014: Muestra fotográfica "Madres de Plaza de mayo y la resistencia popular" - Ministerio de Defensa
- 2016: La resistencia popular: Madres de Plaza de Mayo Archivado el 2 de abril de 2016 en Wayback Machine.Centro Cultural de la Cooperación

## Premios
En agosto de 2022 la Legislatura de la Ciudad Autónoma de Buenos Aires la declaró Personalidad Destacada de la Ciudad Autónoma de Buenos Aires en el ámbito de los Derechos Humanos «por su trabajo al testimoniar la historia política, social y cultural de nuestro país».